# G-Unit Records
Ne doit pas être confondu avec G-Unit.
G-Unit Records est un label discographique américain, situé à New York, dans l'État de New York. Il est fondé en 2002 par Curtis « 50 Cent » Jackson et son ancien manager et producteur Sha Money XL. 
G-Unit Records est une partie de Aftermath Entertainment et de Shady Records et est distribué par Interscope Records. Les premiers à avoir fait partie de ce label étaient ceux qui étaient les premiers à faire partie du crew G-Unit : 50 Cent, Tony Yayo et Lloyd Banks. Tony écopa quelques années de prison et Young Buck se rajoute au collectif et ont suivi The Game(qui a quitté le label en 2005), Olivia (qui a aussi quitté le label), Mobb Deep, Spider Loc, Young Hot Rod, Mase (duquel on a entendu parler la signature mais jamais entendu du son G-Unit à part un diss contre Diddy), M.O.P. (lesquels on a entendu que sur un diss (clash) contre The Game et qui ont récemment quitté le label) et les rappeurs affiliés comme Lil' Scrappy, Freeway et LL Cool J (la légende du rap et de Def Jam).
G-Unit Records s'est sous divisé afin de donner plus d'importance et plus d'autonomie à certains de ses membres. Young Buck a ainsi été nommé président de G-Unit South qui depuis que Young Buck a quitté le G-Unit, est renommé Cashville Records. La branche Westcoast du G-Unit est menée par Spider Loc (G-Unit West). Une nouvelle branche vient d'apparaître sous le nom de G-Unit Philly et c'est Freeway qui devrait s'en charger et 50 Cent en serait comme pour tous les autres le vice-président. En décembre 2010, 50 Cent lance G-Note Records, une filiale du label, sur laquelle devrait sortir l'album de Hot Rod.

## Histoire

### 2003–2005
Après le succès de son premier album, Get Rich or Die Tryin', 50 Cent lance son propre label, G-Unit Records. La G-Unit, qui se composera de Lloyd Banks, Tony Yayo et Young Buck, est signée au label en tant que groupe, chaque membre du groupe ayant son propre contrat comme artiste solo. Avant la signature de la G-Unit à Interscope Records, Bang Em' Smurf est affilié proche du groupe. Il explique avoir enregistré avec 50 Cent deux mixtapes ; ils comptent 400 000 exemplaires vendus, et 50 Cent ne donnera jamais la part des gains à Bang Em' Smurf.
Le premier album commercial de G-Unit, Beg For Mercy, se vend à 377 000 exemplaires la première semaine en 2003. En 2008, il compte au total 2,7 millions d'exemplaires vendus aux États-Unis et 6 millions d'exemplaires vendus à l'international. Il est certifié double disque de platine par la RIAA.
Après avoir signé Game d'Aftermath au début de 2004, Spider Loc est également signé au label en parallèle à la publication de l'album Straight Outta Cashville de Young Buck. Cependant, Game et 50 Cent entrent en conflit, et 50 Cent hésite à signer de nouveaux adhérents dans sa « famille »—ce qu'il perçoit comme un groupe et label. Plus tard en 2007, il hésite à signer Mobb Deep et M.O.P..

### 2006–2009
En 2006, G-Unit Records signe Young Hot Rod. La même année, en conjonction avec Infamous Records de Mobb Deep, le label signe Nyce et 40 Glocc. En 2007, Mazaradi Fox signe aussi au label. Le label annonce aussi vouloir signer Trick Trick, un accord qui ne se fera jamais.
À la fin de 2009, le quatrième album de 50 Cent, Before I Self Destruct, est publié ; il contient le single So Disrespectful, qui insulte plusieurs de ses rivaux comme Jay-Z et les anciens membres de la G-Unit, Game et Young Buck. Toujours en 2009, 50 Cent collabore avec l'ancien membre de Roc-A-Fella Records Beanie Sigel, menant à des rumeurs selon lesquelles Beanie Sigel signait à G-Unit Records. En faisant la promotion de Before I Self Destruct, 50 Cent par des membres de G-Unit Records lors d'un entretien. Il confirme que Game, Young Buck, Spider Loc et Young Hot Rod sont toujours signés au label, ce qui n'est plus le cas pour M.O.P et Mobb Deep. Entretemps, le label signe le chanteur de RnB Governor et Beanie Sigel le 5 novembre, respectivement.

### Depuis 2010
Au début de janvier 2010, 50 Cent annonce vouloir signer de nouveaux acteurs et auteurs au label, afin de sortir de la routine musicale. Young Jack Thriller, originaire d'Atlanta, sera le premier acteur signé au label, publiant chaque semaine un podcast appelé So Disrespectful sur YouTube et devenant un animateur régulier sur la G-Unit Radio. 50 Cent souhaite également vouloir signer Jamelia à G-Unit Records. 
Au début de mars 2011, le rappeur Shawty Lo annonce une éventuelle signature au label. Le 8 juin 2011, Shawty Lo et AllHipHop annoncent la signature à G-Unit Records. Il est plus tard annoncé que Shawty Lo n'a pas signé au label comme artiste, mais pour la distribution de G-Unit Records par son label D4L. En décembre 2011, 50 Cent signe la vedette de Jersey Shore, DJ Pauly D, à G-Note Records, pour produire trois albums au label,. Le 9 juin 2011, 50 Cent publie aussi une mixtape, The Big 10 qui fait participer Kidd Kidd, Precious Paris et Tony Yayo. Il présente également le nouveau membre de la G-Unit, Paris.
Le 20 février 2014, le départ de 50 Cent et G-Unit Records d'Interscope est annoncé pour opérer en conjonction avec Caroline Records dirigé par Capitol Music Group.

## Membres
- 50 Cent
- Young Buck
- Mobb Deep
- Lloyd Banks
- Tony Yayo
- DJ Whoo Kid
- Spider Loc
- Young Hot Rod
- Shawty Lo
- Kidd Kidd
- Genasis
- Trav
- Lea
- Precious Paris
- 40 Glocc
- Governor
- N.G.A.I

## Discographie
| Album |
| --- |
| G-Unit - Beg For Mercy - Sortie : 14 novembre, 2003 - Classements : #3 U.S. - Ventes U.S. : 2 402 732 - Singles : Stunt 101, Poppin' Them Thangs, My Buddy, Wanna Get To Know You et Smile    |
| Lloyd Banks - The Hunger For More - Sortie : 29 juin, 2004 - Classements : #1 U.S. - Ventes U.S. : 1 531 684 - Singles : On Fire, I'm So Fly et Karma                                         |
| The Game - The Documentary - Sortie : 18 janvier, 2005 - Classements : #1 U.S. - Ventes U.S. : 2 296 843 - Singles : This Is How We Do, Hate It or Love It                                    |
| 50 Cent - The Massacre - Sortie : 3 mars, 2005 - Classements : #1 U.S. - Ventes U.S. : 5 200 000 - Singles : Just a Lil Bit, Disco Inferno, Piggy Bank, Candy Shop et Outta Control           |
| Tony Yayo - Thoughts Of A Predicate Felon - Sortie : 30 août, 2005 - Classements : #2 U.S. - Ventes U.S. : 502 619 - Singles : So Seductive, Curious et I Know You Don't Love Me              |
| ' Get Rich Or Die Tryin' OST - Sortie : 8 novembre 2005 - Classements : #2 U.S. - Ventes U.S. : 1 356 254 - Singles : Window Shopper, Hustler's Ambition, Have a Party, Best Friend           |
| Mobb Deep - Blood Money - Sortie : 2 mai, 2006 - Classements : #3 U.S. - Ventes U.S. : 238 712 - Singles : Have a Party, The Infamous, Put 'Em In Their Place et Give It To Me                |
| Lloyd Banks - Rotten Apple] - Sortie : 10 octobre, 2006 - Classements : #3 U.S. - Ventes U.S. : 261 453 - Singles : The Cake, Hands Up et Help                                                |
| Lil' Scrappy - Bred 2 Die Born 2 Live - Sortie : 5 décembre, 2006 - Classements : #24 U.S. - Ventes U.S. : 443 230 - Singles : Money In The Bank, Gangsta Gangsta et Oh Yeah (Work)           |
| Young Buck - Buck The World - Sortie : 27 mars, 2007 - Classements : — - Ventes U.S. : — - Singles : I Know You Want Me, Get buck                                                             |
| Prodigy de Mobb Deep - Return Of The Mac - Sortie : 27 mars, 2007 - Classements : — - Ventes U.S. : — - Singles : Mac 10 Handle, Return of The Mac et Stuck on You                            |
| 50 Cent - Curtis - Sortie : 11 septembre 2007 - Classements : #2 U.S - Ventes U.S. : 1 000 000 - Singles : Straight To the Bank, Ayo Technology, Amusement Park, I Get Money, I'll Still Kill |
| Freeway - Free at Last - Sortie : 20 novembre, 2007 - Classements : — - Ventes U.S. : — - Singles : Roc-A-Fella Billionaires, Take It To The Top                                              |
| G-Unit - Terminate on Sight - Sortie : 30 juin 2008 - Classements : #4 U.S - Ventes US : 240 700                                                                                              |
| 50 Cent - Before I Self Destruct - Sortie : 16 novembre 2009 - Classements : #5 U.S. - Ventes U.S. : 500 000 - Singles : Baby by Me, Do you Think about Me, OK, You're Right                  |
| Lloyd Banks - Hunger for More 2 - Sortie : 22 novembre 2010 |
| 50 Cent - Animal Ambition - Sortie : 3 juin 2014 |

## Labels rattachés
- Interscope Records (Jimmy Iovine et Ted Field)
- Shady Records (Eminem et Paul Rosenberg)
- Aftermath Entertainment (Dr. Dre)
- Dumout Records (Mazaradi Fox et Tony Yayo)
- G-Unit West (Spider Loc et 50 Cent)
- G-Unit Philly (Freeway et 50 Cent)
- G-Note Records